# Shane Gibson (cestista)
Shane Gibson (Killingly, 5 gennaio 1990) è un cestista statunitense.
Alto 188 cm per 85 kg di peso, in campo viene impiegato come guardia.

## Carriera
Dal 2008 al 2013 gioca nella NCAA con la Sacred Heart University realizzando 2 079 punti in 121 partite.
Nella stagione 2013-14 viene tagliato dagli Erie BayHawks, della NBA D-League, prima dell'inizio del campionato.
La stagione successiva passa agli Idaho Stampede sempre in NBA D-League.
Per la stagione 2015-16 decide di trasferirsi in Italia e prendere parte al campionato di Serie A2 con l'U.S. Basket Recanati. Esordisce in maglia gialloblù nella sconfitta interna contro l'Andrea Costa Imola facendo segnare a referto 15 punti. Il 22 ottobre viene tagliato dalla squadra marchigiana e sostituito da Adam Sollazzo.
Firma poi con gli Halifax Hurricanes nella National Basketball League of Canada.

## Palmarès

### Squadra
- Campionato cipriota: 1

AEK Larnaca: 2017-18
- Coppa di Bulgaria: 1

Beroe: 2017
- Coppa di Cipro: 1

AEK Larnaca: 2018
- Lega Balcanica: 1

Beroe: 2016-17

### Individuale
- All-NEC First Team: 2012, 2013
- All-NEC Second Team: 2011